# Carlo Rovida
Carlo Rovida (Milano, 17 settembre 1905 – 14 novembre 1968) è stato un ciclista su strada italiano.
Professionista e indipendente dal 1929 al 1935, partecipò sei volte al Giro d'Italia, portandolo sempre a termine. Nel 1933 vinse in solitaria la Targa d'Oro Città di Legnano, corsa per indipendenti e dilettanti Senior.
Riposa al Cimitero Maggiore di Milano.

## Palmarès
- 1930

Coppa Crespi
- 1933

Targa d'Oro Città di Legnano

## Piazzamenti

### Grandi Giri
- Giro d'Italia

1929: 13º
1930: 31º
1931: 29º
1932: 53º
1933: 17º

### Classiche monumento
- Milano-Sanremo

1929: 22º
1932: 47º
1933: 46º
1934: 17º
1935: 30º
- Giro di Lombardia

1929: 17º
1932: 14º
1934: 14º